# Оне (Бельгия)
Оне́ (фр. и валлон. Onhaye) — коммуна в Валлонии, расположенная в провинции Намюр, округ Динан. Принадлежит Французскому языковому сообществу Бельгии. На площади 65,53 км² проживают 3 120 человек (плотность населения — 48 чел./км²), из которых 49,52 % — мужчины и 50,48 % — женщины. Средний годовой доход на душу населения в 2003 году составлял 11 421 евро.
Почтовые коды: 5520—5524. Телефонный код: 082.